# Aabeberg
Aabeberg är en bergstopp i Schweiz. Den ligger i distriktet Frutigen-Niedersimmental och kantonen Bern, i den centrala delen av landet, 50 km sydost om huvudstaden Bern. Toppen på Aabeberg är 1 964 meter över havet.